# Сігюрдюр Інгі Йоуганнсон
Сігурдур Інгі Йоганнсон (ісл. Sigurður Ingi Jóhannsson; нар. 20 квітня 1962) — ісландський політичний діяч, прем'єр-міністр країни від 7 квітня 2016 до 11 січня 2017 року.
2013 року був призначений на посаду міністра сільського господарства та рибальства. Одночасно до 2014 року був міністром охорони навколишнього середовища і природних ресурсів.
У квітні 2016 року в зв'язку з відставкою прем'єра Сігмундура Давида Гуннлаугссона, що відбулась через скандал навколо Панамських документів, був призначений тимчасовим прем'єр-міністром Ісландії.